# مزرعه بن طاوي (مقاطعة غيلانغرب)
مزرعه‌بن‌طاوي (بالفارسية: مزرعه‌بن‌طاوی) هي قرية تقع في قسم ديره الريفي في إيران.